# Said Khalil Al-Dosari
Said Khalil Al-Dosari (arab. ‏سعيد خليل الدوسري‎, ur. 2 lipca 1948) – saudyjski lekkoatleta, sprinter.
Brał udział w biegu na 200 metrów i w sztafecie 4 × 100 metrów na Letnich Igrzyskach Olimpijskich 1972.